# Edmund Roszczynialski
Edmund Roszczynialski (ur. 30 października 1888 w Łężycach k. Rumi, zm. 11 lub 12 listopada 1939 w Cewicach k. Lęborka) – duchowny katolicki, Sługa Boży Kościoła katolickiego, kaszubski działacz społeczno-kulturalny i charytatywny, współorganizator i pierwszy przywódca organizacji konspiracyjnej Pomoc Polakom.

## Życiorys

### Wczesne lata
Był synem rolnika Jana Mariana Roszczynialskiego i Eufrozyny Justyny z domu Malotka-Trzebiatowskiej. Był najstarszym z jedenaściorga rodzeństwa, jego braćmi byli m.in. Hipolit Roszczynialski rotmistrz, wójt Rumi, który zginął w Piaśnicy i Wiktor Roszczynialski, adwokat zasłużony dla miasta Gdyni.
Uczęszczał do szkoły powszechnej i gimnazjum w Chojnicach, a następnie od 1904 r. w Wejherowie, gdzie należał do tajnej organizacji Filomatów. W 1907 r. zdał maturę. Studiował w Wyższym Seminarium Duchownym w Pelplinie z przerwą w latach 1909–1910. Podczas studiów należał do Koła Kaszubologów. Święcenia kapłańskie otrzymał 10 marca 1913 r. Mszę św. prymicyjną odprawił w Kościele Podwyższenia Krzyża Świętego w Rumi. Następnie został wikarym w Drzycimiu. W lutym 1917 r. powołano go do armii niemieckiej; walczył na frontach I wojny światowej jako sanitariusz i kapelan wojskowy.
Po zakończeniu działań wojennych powrócił na Pomorze do Grudziądza, gdzie mieszkał do 1920 r. Zaangażował się mocno w działalność społeczno-kulturalną, zakładając Towarzystwo Czeladzi Katolickiej, którego został prezesem i będąc członkiem Towarzystwa Czytelni Ludowych. W 1920 r. przeniósł się do Wejherowa, gdzie do 1926 r. był prefektem Seminarium Nauczycielskiego. Jednocześnie od 1924 r. pełnił funkcję jego dyrektora.

### Probostwo w Wejherowie
21 stycznia 1924 roku został proboszczem parafii Trójcy Przenajświętszej w Wejherowie, a w 1926 r. dziekanem dekanatu wejherowskiego. W tym okresie rozwinął działalność społeczno-kulturalną. Był założycielem Katolickiego Stowarzyszenia Robotników, jednego z najliczniejszych stowarzyszeń pomorskich, współtworzył drukarnię i wydawnictwo „Gazeta Kaszubska”, zostając członkiem jej rady nadzorczej, współorganizował Uniwersytet Ludowy w Bolszewie, zakładał liczne czytelnie ludowe, należał do Towarzystwa Naukowego Toruńskiego, Bractwa Kurkowego, Stowarzyszenia Powstańców i Wojaków. Zajmował się szczególnie pracą z młodzieżą oraz bezrobotnymi i ubogimi rodzinami, zwłaszcza wielodzietnymi. Pomagał im nie tylko jako duszpasterz, ale także w formie materialnej, np. dając zasiłki dla biednych chłopców, dla dzieci przystępujących do I komunii św., chorych, czy starców, a dla dziewcząt organizując kursy haftu i kroju kaszubskiego. Organizował dla dzieci i młodzieży wyjazdy, nawet za granicę (pielgrzymki), dojazdy do szkoły, do kościoła. Sprawował również patronat nad przytułkiem, który funkcjonował przy kościele. Z jego inicjatywy Stowarzyszenie Pań Miłosierdzia im. św. Wincentego a Paulo wydawało bezpłatne obiady. Jako administrator kościelny rozbudował w latach 1927–1929 kościół farny, doprowadził do renowacji wielu kaplic.
Działał też na polu wydawniczym; był autorem licznych artykułów w lokalnej prasie i miesięczniku diecezjalnym, w 1928 r. opracował i wydał monografię pt.: Kalwaria Wejherowska, jej fundatorzy, duszpasterze i uroczystości. Był inicjatorem utworzenia 2 lokalnych chórów i orkiestry parafialnej. Przygotowywał z młodzieżą liczne spektakle teatralne, jasełka, akademie i spotkania z uroczystą oprawą. Utrzymywał czynne kontakty ze stacjonującym w Wejherowie 1 Morskim Batalionem Strzelców. W październiku 1937 r. brał udział w uroczystym poświęceniu jego sztandaru.

### Aresztowanie i śmierć
Po zajęciu Pomorza przez wojska niemieckie w pierwszych dniach września 1939 r., założył w Wejherowie konspiracyjną organizację charytatywną Pomoc Polakom (późniejszą Polska Żyje), która świadczyła pomoc materialną dla polskich rodzin, ofiar wojny, sierot, czy wdów po polskich żołnierzach i zamordowanych przez Niemców. Ciekawostką z tego okresu jest fakt, że wizytę u niego złożył gen. Erwin Rommel, gdyż jego żona była kuzynką księdza E. Roszczynialskiego. Wystawił on nawet księdzu E. Roszczynialskiemu specjalne pismo w celu ochrony przed ewentualnym aresztowaniem. Jednakże już 30 października 1939 r. ksiądz E. Roszczynialski został aresztowany przez Gestapo i osadzony w więzieniu w Wejherowie. 10 listopada przeniesiono go do więzienia w Lęborku, a następnie 11 lub 12 listopada rozstrzelano w parku koło budynku szkolnego w okolicznych Cewicach.
W 1979 r. dokonano ekshumacji jego zwłok, wystawiono w kaplicy św. Antoniego w wejherowskiej Farze i uroczyście pochowano w rodzinnym grobowcu na starym cmentarzu w Wejherowie.

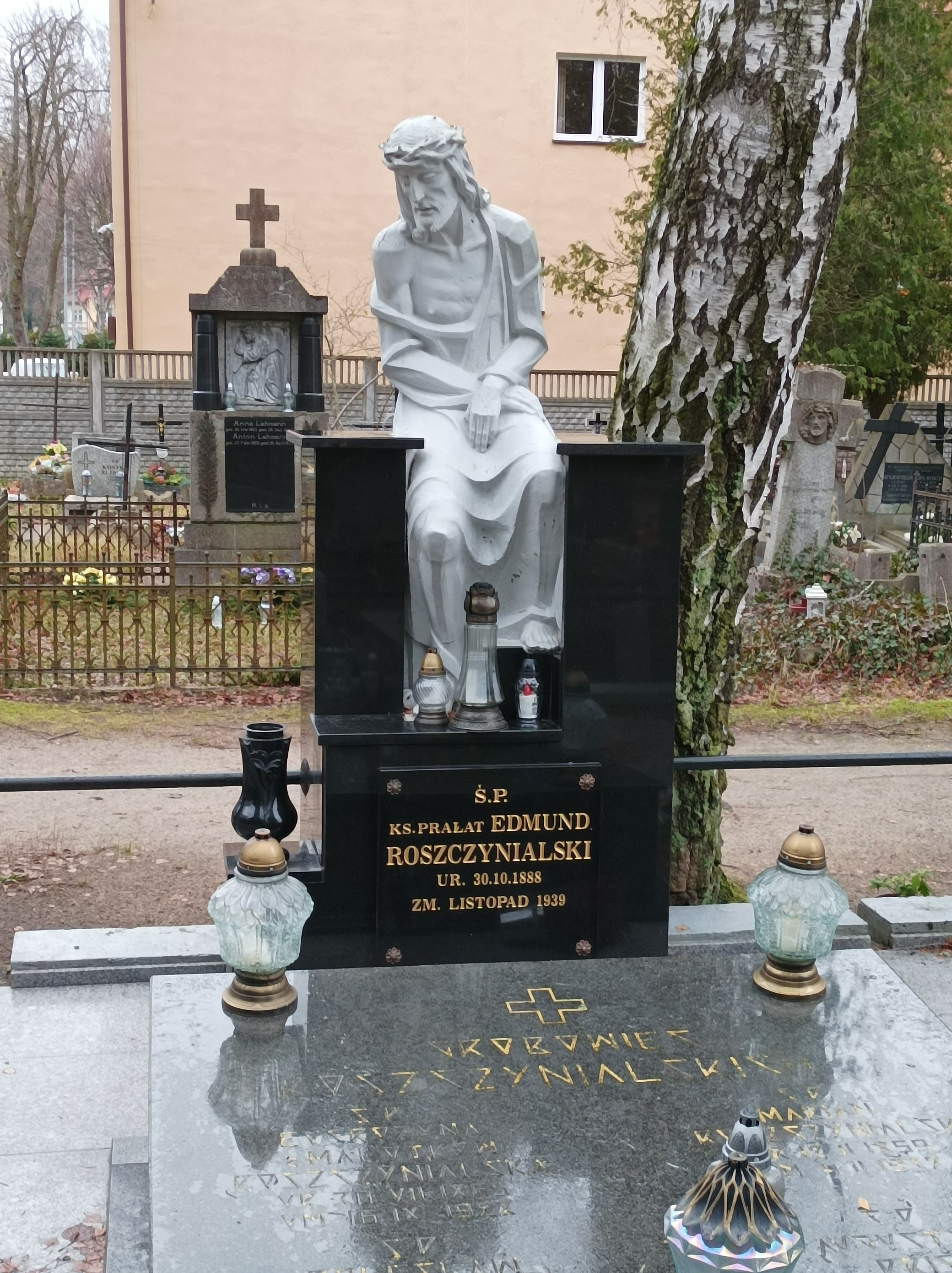
Grób ks. Edmunda Roszczynialskiego

## Ordery i odznaczenia
- Krzyż Kawalerski Orderu Odrodzenia Polski (8 listopada 1930)[2]
- Złoty Krzyż Zasługi (1933) - za krzewienie kultury kaszubskiej i postawę Polaka Patrioty

## Wyróżnienia
W 1927 r. został Filistrem honorowym poznańskiej Korporacji Magna-Polonia.
Władze kościelne przyznały mu godność szambelana papieskiego (prałata).

## Upamiętnienie
Jego imieniem nazwano jedną z ulic w Wejherowie, a także ZSP Nr 3 w Wejherowie przy ulicach Dworcowej i Budowlanych oraz Szkołę Podstawową w Cewicach. W tomiku poezji Pamiętaj o Piaśnicy, Joanny Ryszowskiej, znajduje się dedykowany mu wiersz pt. Ksiądz Roszczynialski.

## Beatyfikacja
W 1994 r. Stolica Apostolska rozpoczęła proces jego beatyfikacji. 24 maja 2011 nastąpiło uroczyste zakończenie diecezjalnego procesu beatyfikacyjnego.